# (553138) 2011 BQ170
(553138) 2011 BQ170 est un objet transneptunien de magnitude absolue 6,41.
Son diamètre est estimé à 230 km.